# Гладкозубые змеи
Гладкозубые змеи (лат. Xenodontinae) — подсемейство змей семейства ужеобразных.

## Роды
- Адельфийские змеи Adelphicos
- Альсофисы Alsophis
- Колумбийские ужи Amastridium
- Антильские жабоеды Antillophis
- Апостолеписы Apostolepis
- Антильские ужи Arrhyton
- Веретеновидные змеи, атрактусы Atractus
- Boiruna
- Тростниковозубые змеи Calamodontophis
- Червевидные ужи, карфофисы Carphophis
- Херзодромусы Chersodromus
- Муссураны, клелии Clelia
- Конусовидные змеи Coniophanes
- Конофисы, ложные ужи Conophis
- Контии, острохвостые змеи Contia
- Дарлингтонии, ужи Дарлингтона
- Ошейниковые змеи Diadophis
- Большеголовые змеи, дипсасы, американские улиткоеды Dipsas
- Дитаксодоны Ditaxodon
- Дрепаноидесы Drepanoides
- Echinanthera
- Эляпоморфусы Elapomorphus
- Эммохлиофисы Emmochliophis
- Энулиусы Enulius
- Эридифасы Eridphas
- Псевдокоралловые змеи Erythrolamprus
- Иловые роговые змеи, Иловые змеи Farancia
- Мексиканские ужи Geagras
- Геофисы, земляные змеи Geophis
- Гомезофисы Gomesophis
- Косоглазые змеи Helicops
- Свиноносовые змеи, крючконосые ужи Heterodon
- Гидродинастесы Hydrodynastes
- Амазонские водяные ужи Hydrops
- Гаитийские ужи Hypsirhynchus
- Антильские ужи Ialtris
- Лиофисы Liophis
- Листрофисы Lystrophis
- Манолеписы Manolepis
- Лунные ужи Oxyrhopus
- Phalotris
- Кустарниковые змеи, Филодриасы Philodryas
- Фимофисы Phimophis
- Южноамериканские ужи Буланже Pseudablabes
- Псевдобоа Pseudoboa
- Псевдоэриксы Pseudoeryx
- Psomophis
- Рахиделюсы Rhachidelus
- Сафенофисы Saphenophis
- Сифлофисы, плавающие ужи Фитцингера Siphlophis
- Tropidodryas
- Умбриваги Umbrivaga
- Антильские ужи Дюмериля и Биброна Uromacer
- Уромацерины Uromacerina
- Змеи жабоеды Ваглера Waglerophis
- Жабоеды Xenodon
- Xenoxybelis

## Incertae sedis
- Cercophis
- Лиогетерофисы Lioheterophis
- Змеи Сорделли Sordellina